# セントメアリー教会の戦い
セントメアリー教会の戦い（セントメアリーきょうかいのたたかい、英: Battle of Saint Mary's Church、またはサマリア教会の戦い、英: Battle of Samaria Church、ナンスの店の戦い、英: Battle of Nance's Shop）は、南北戦争中の1864年6月24日、バージニア州チャールズシティで起きた騎兵隊同士の戦闘である。北軍ユリシーズ・グラント中将のオーバーランド方面作戦の中で、南軍ロバート・E・リー将軍の北バージニア軍と対抗した。
フィリップ・シェリダン少将の指揮するポトマック軍騎兵軍団が、バージニア・セントラル鉄道を襲撃し、トレビリアン・ステーションの戦い（6月11日、12日）を行って成果を出せずに戻って来ると、ホワイトハウス・ランディングで放棄されたばかりだった補給所から輜重車を集め、ジェームズ川の方向に進んだ。6月24日、南軍のウェイド・ハンプトン少将の指揮する騎兵隊が、セントメアリー教会で北軍デイビッド・グレッグ准将の師団を攻撃した。南軍は5個旅団、北軍は2個旅団と、数で南軍が勝り、北軍の守る胸壁から追い出すことができたが、グレッグ隊は輜重隊への攻撃を遮ることに成功し、妨害されずにジェームズ川まで移動させることができた。

## 背景

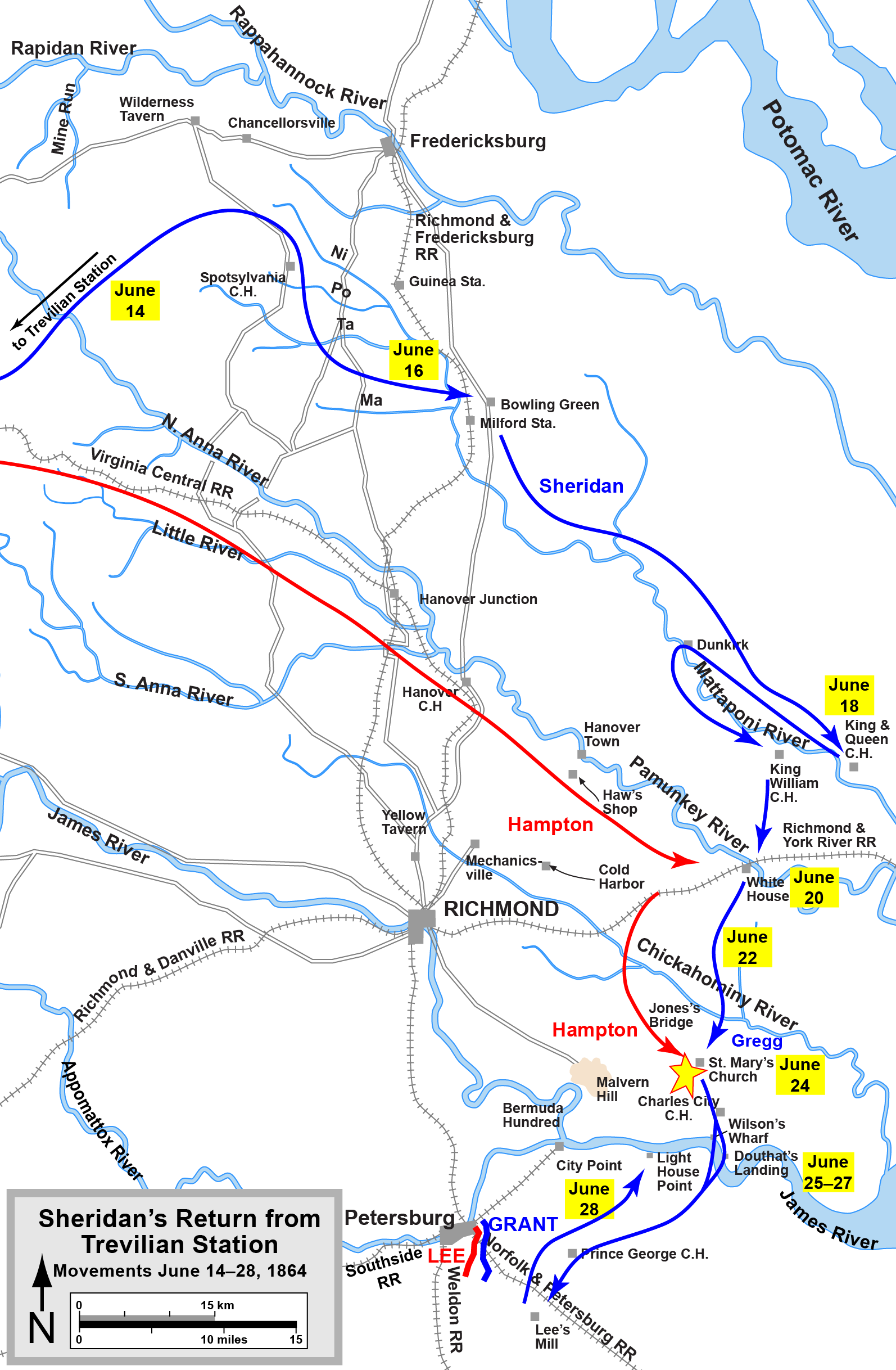
トレビリアン・ステーションの戦い後に、シェリダン軍団がポトマック軍に戻ってきた経路
南軍
北軍

トレビリアン・ステーションの戦い（1864年6月11日、12日）の後、シェリダンの騎兵隊はバージニア・セントラル鉄道を襲撃しして不成功に終わった場所から6月13日に戻り始めた。カーペンターの浅瀬でノースアンナ川を渡り、スポットシルベニア・コートハウスの方向にあるカサーピン道路を進んだ。6月16日、この部隊はボウリンググリーンを通り、マタポニ川の北岸を進んで、6月18日にはキングアンドクイーン・コートハウスに到着した。
シェリダン軍が襲撃のために出ている間に、グラントの軍隊はコールドハーバーから動き始めて、ピーターズバーグを攻撃するためにジェームズ川を越えた。この動きに連動して、グラントはその主たる補給基地をパマンキー川沿いのホワイトハウスからジェームズ川のシティポイントに移すよう命じた。シェリダンはホワイトハウスの補給所がまだ壊されていないことを知り、6月19日、負傷兵、捕虜、さらに部隊に従っていたアフリカ系アメリカ人に護衛をつけてホワイトハウスに送り、その後はダンカークに戻ってマタポニ川を越えた。
ハンプトンの南軍騎兵隊はトレリビアン・ステーションを離れ、シェリダン軍を追って、ほぼ並行した道路を南に進んだ。その部隊は、指揮下の師団にマシュー・C・バトラー准将とトマス・L・ロッサー准将の旅団、フィッツヒュー・リー少将の師団にウィリアム・C・ウィッカム准将の旅団、およびW・H・F・"ルーニー"・リー少将の師団にジョン・R・シャンブリス准将の旅団で構成された。ハンプトンはマーティン・W・ゲイリー准将の下に新しく結成した騎兵旅団を加えた。
6月20日、フィッツヒュー・リーがホワイトハウスの北軍補給基地を攻撃しようとしたが、シェリダン軍が到着してそこの守備隊を解放した。6月21日、シェリダンはパマンキー川を越え、セントピーター教会で南軍の警戒線を破り、900両の輜重車をジェームズ川に動かした。この部隊は6月22日と23日にチカホミニー川を渡り、6月23日にはジョーンズ橋の南にあった頑強な抵抗を回避した。ハンプトンはその前にシェリダン軍を遮ることができなかったので、北軍よりも上流でチカホミニー川を渡り、南に急いだ。
シェリダンはバミューダ・ハンドレッドで北軍の歩兵部隊と合流するために、ディープボトムに向かった。ウェストオーバー教会の近くで、北軍アルフレッド・T・A・トーバート准将の師団が南軍の抵抗で止められた。6月24日、デイビッド・グレッグ准将の師団がチャールズシティに向かう道路上にあるサマリア教会近くで遮蔽できる陣地を取った。シェリダンはジェームズ川のドゥサットの上陸点でトーバートの師団と輜重隊を渡した。

## 戦闘
6月24日、トーバート師団がジェームズ川のハリソン・ランディングに向かって輜重隊を護送し続けている時に、グレッグの師団が並行した経路を辿り、輜重隊の右方を守っていた。トーバート隊はチャールズシティ郡庁舎近くで南軍ランスフォード・L・ローマックス准将の旅団に遭遇し、これを追い返した。午前8時頃、グレッグの下のヘンリー・E・デイビーズ・ジュニア准将の旅団が、3つの道路の交差する所にあるサマリア教会の近辺に到着し、そこで南軍の哨戒兵を発見した。ペンシルベニア第2騎兵隊の突撃でその哨戒兵を北に追い、デイビーズの旅団は交差点の西で塹壕に入った。デイビーズが前線の右翼を担い、J・アービン・グレッグ大佐（グレッグ准将の従弟）の旅団が左翼に就いた。
ハンプトンの部隊が接近し、下馬して攻撃の準備を行い、同時に塹壕に入った。午後3時から4時、ハンプトン指揮下の5個旅団が、グレッグ指揮下の2個旅団を攻撃した。その圧力があまりに大きかったので、北軍騎兵隊はチャールズシティ郡庁舎に向かう道路を後退し始め、午後8時ごろに郡庁舎に到着した。小競り合いは午後10時まで続いた。ある南軍兵は「敵の陣地は強力なものだった...彼らは暫くのあいだ活発に戦ったが、我が軍が接近すると彼らは逃亡し、その前線が破れたときに騎兵が突撃を命じられ、大慌てで3マイル (5 km) も突き進んで多くの捕虜を捕まえた。北軍は戦死者や負傷兵を我々の世話に任せた」と記していた。

## 戦いの後
グレッグの師団は、後に残された者達を除けば、比較的無傷で逃亡した。捕虜になった者の中にはペンシルベニア第8騎兵隊のペノック・ヒューイ大佐が居た。ホック軍の損失は約350名、南軍は約250名だった。シェリダン軍は、ハンプトンの騎兵部隊に行く手を塞がれていたので、6月25日に撤退し、チャールズシティ郡庁舎を通ってドゥサットの上陸点に行き、平底船に輜重隊を乗せ、ジェームズ川を渡した。6月27日と28日に騎兵隊がその後を続いた。南軍の騎兵隊は新たな攻撃のために陣取ろうとしたが、北軍が強力であり、南軍の騎兵は疲れすぎていた。ハンプトンはロバート・E・リーから、できるだけ早くピーターズバーグに進んで、その南にある鉄道に対するウィルソン＝カウツの襲撃に対処するよう命令を受けた。その部隊はやはり6月27日と28日にチャフィンの崖に掛けた舟橋でジェームズ川を渡った。
シェリダンがトレリビアン・ステーションを襲撃し、ポトマック軍に戻ったことで、複合的な結果になった。グラント軍がジェームズ川を渡るときに南軍の注意を逸らすことに成功したが、南軍の首都リッチモンドとリー軍にとって重要な供給線であるバージニア・セントラル鉄道を遮断するという目的は達しなかった。またかなり大きな損失を、特にその士官達に受けており、戦闘と暑さによる疲労で多くの馬も失っていた。それでもシェリダンはその襲撃が否定できないほどの勝利だと主張した。1866年に提出したこの作戦に関する公式報告書で、「この結果は一様な成功であり、反乱軍騎兵隊の全滅に繋がるものである。我が軍は思いつく時と所に行軍し、常に攻撃する部隊だった。常に成功だった」と記していた。
ハンプトンの騎兵隊がシェリダン軍に対して起こした行動の結果も複雑なものだったが、シェリダンのものよりも肯定的に見られるのが通常である。鉄道を守ることに成功し、間接的にリッチモンドを守っていた。トレリビアン・ステーションの戦いの2日目とサマリア教会でのグレッグに対しては戦術的な勝利を得ていたが、北軍騎兵隊あるいはその輜重隊を破壊することはできなかった。8月、ハンプトンは南軍北バージニア軍騎兵軍団長に任命され、J・E・B・スチュアートの戦死後に空いたままだった地位に就いた。